# T/S Kvartsita

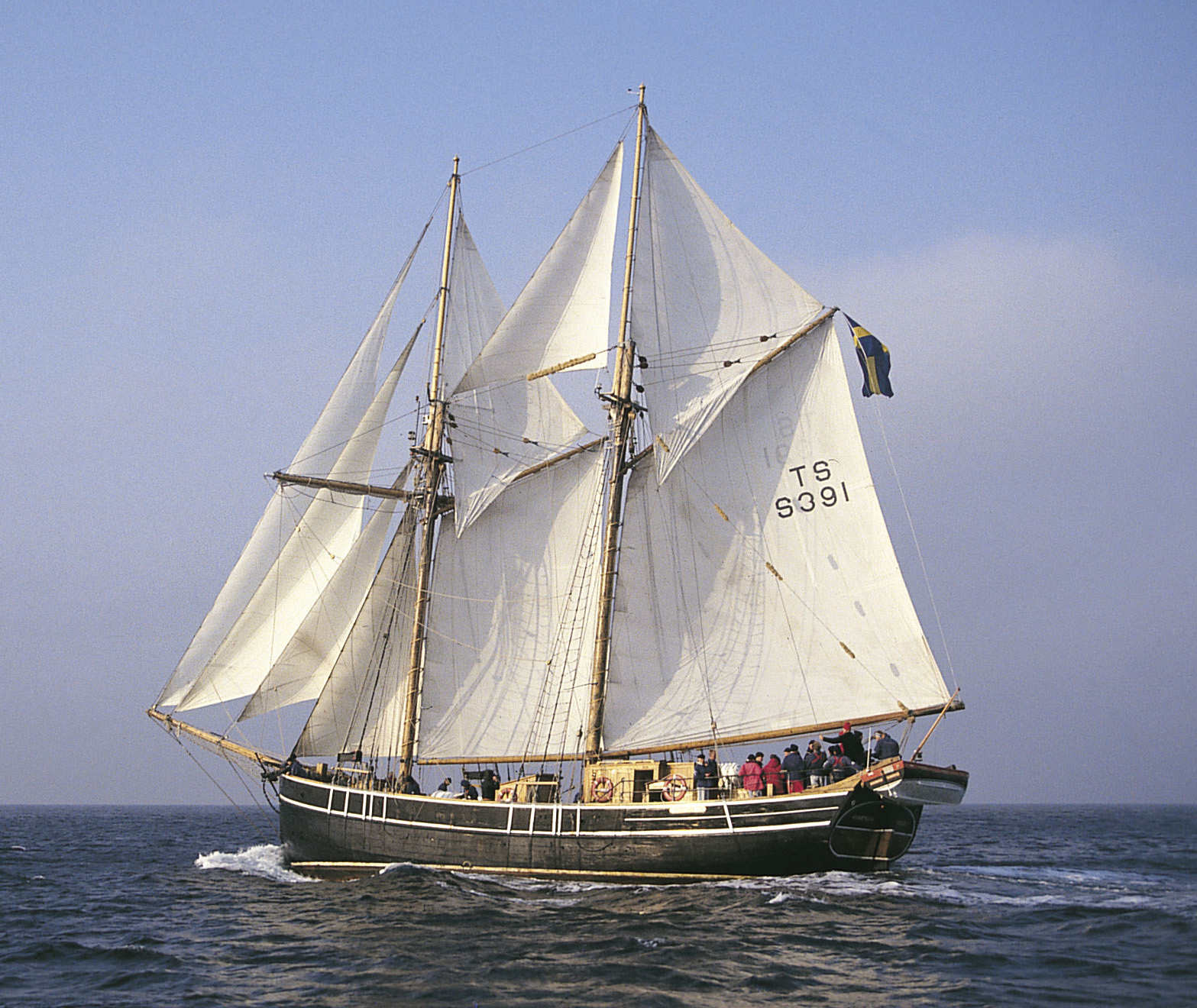
T/S Kvartsita

T/S Kvartsita är en tvåmastad toppsegelskonare som seglar som skolfartyg. Fartyget klassas av Sjöfartsverket som ett traditionsfartyg.

## Historik
Kvartsita är byggd i ek och fur på Holms varv i Råå 1945 för transporter av kvarts från Dalsland till Höganäs. Hon såldes till Norge 1953. Har gått i fraktfart till 1985 och är sedan 1987 skolfartyg för föreningen För Fulla Segel på Skaftö. Kvartsita hade ursprungligen hjälpmotor och galeasrigg, men är numera riggad som tvåmastskonare.

## Verksamhet
T/S Kvartsita seglar som skolfartyg med vuxna och ungdomar, i huvudsak på Skagerack. Hon är inredd med 26 kojplatser för gäster och utrustad enligt de krav som gäller för ett modernt skolsegelfartyg. T/S Kvartsita är med i Sveriges Segelfartygsförening.
Kvartsita brukar delta i olika skutrace, såsom Västkustens Segelskuteträff (VSST), Nordisk Seglats och Tall ships race. Tall Ships Race har tagit henne till bland annat Newcastle (år 1993) och Flensburg (år 2000).

## Bilder

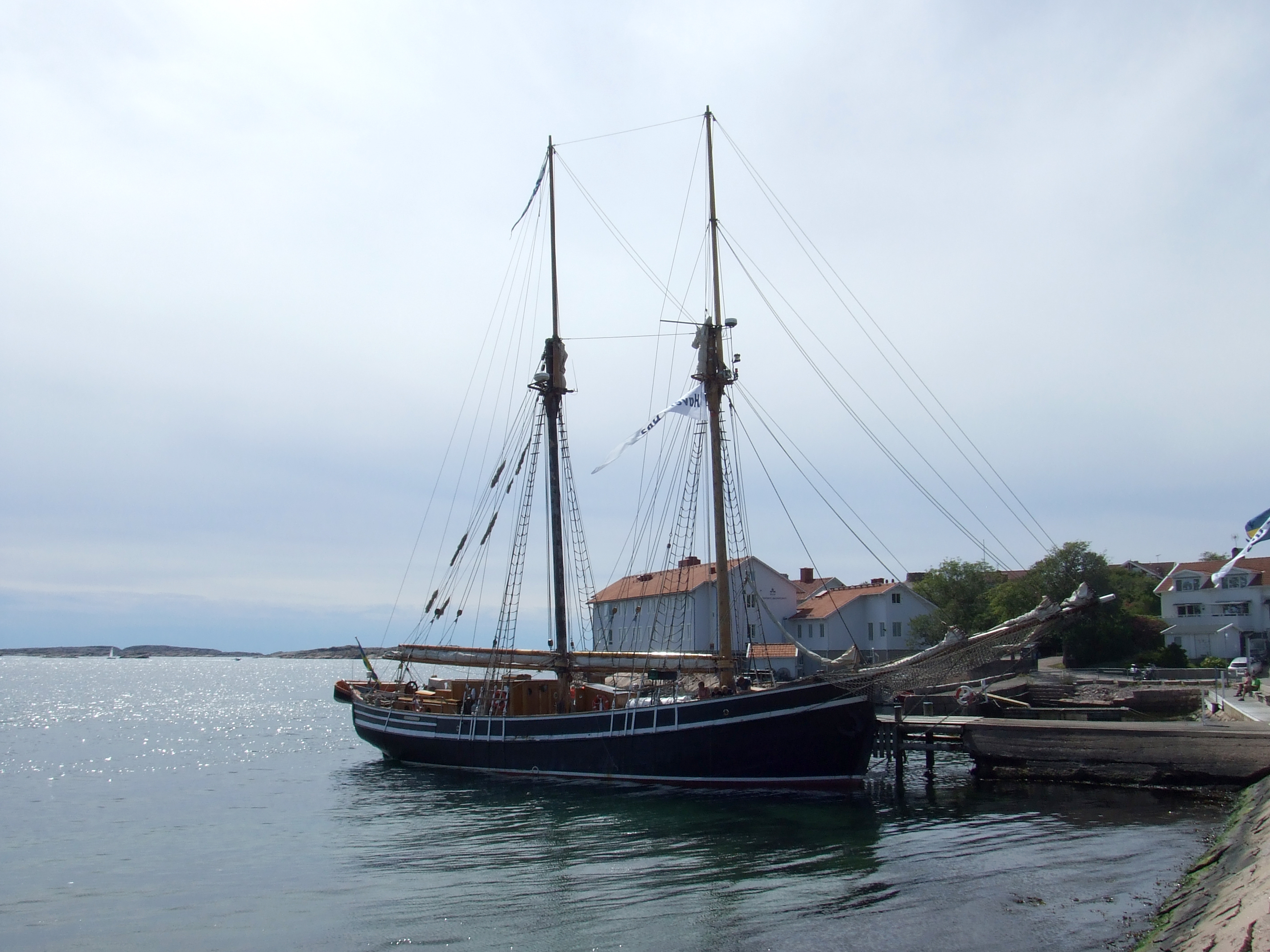
Kvartsita i Lysekil.
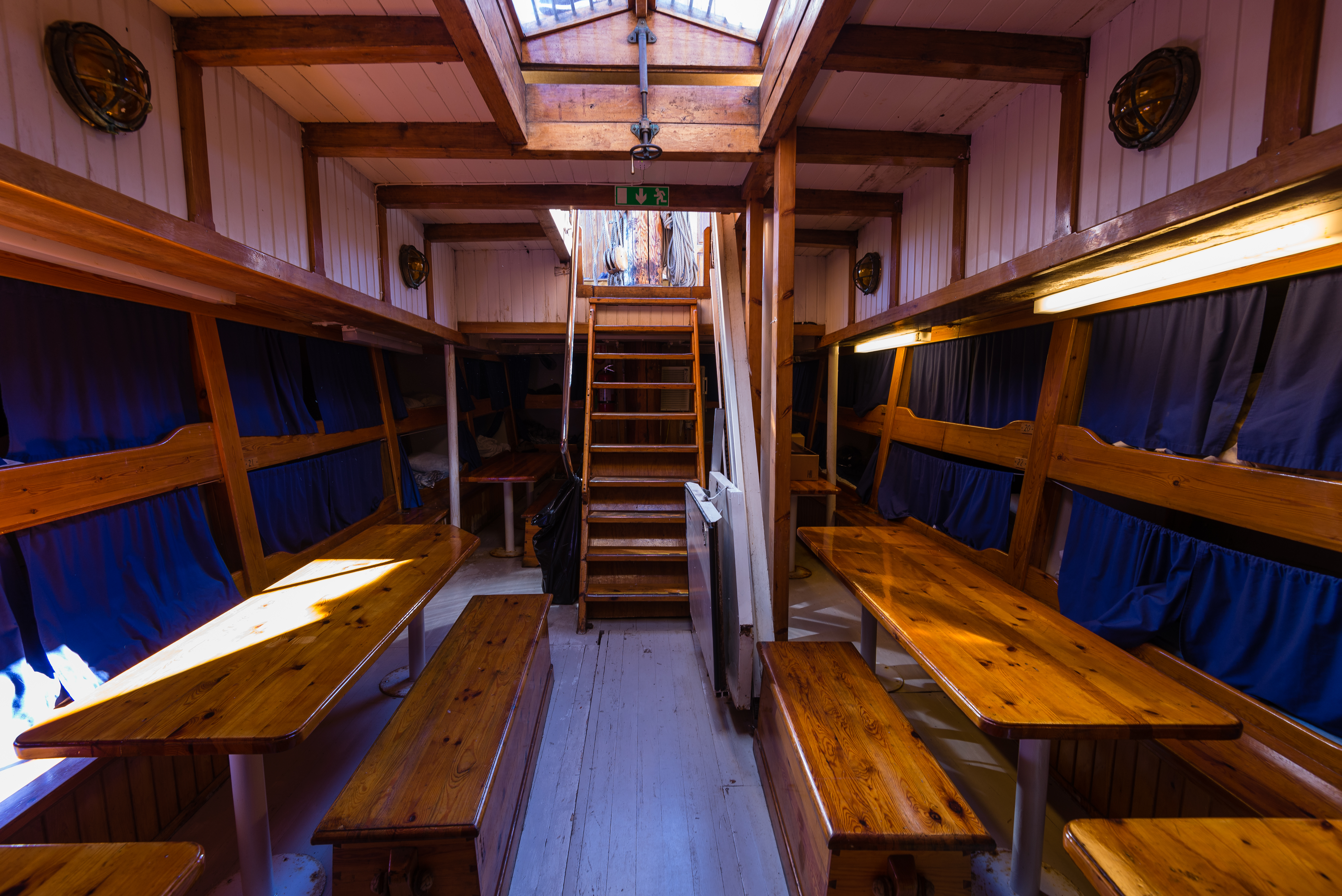
Interiör av skeppet.
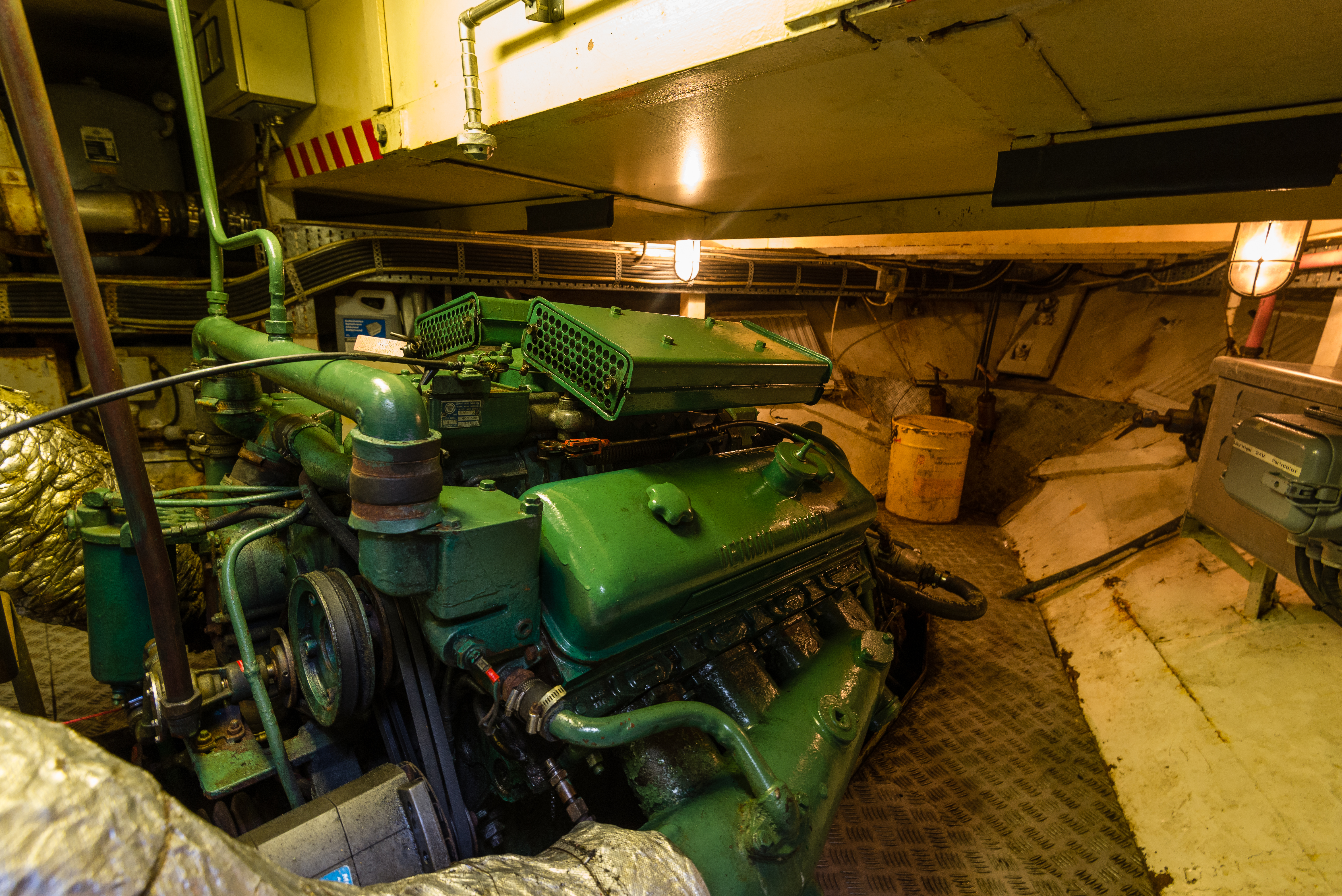
Motorrummet.
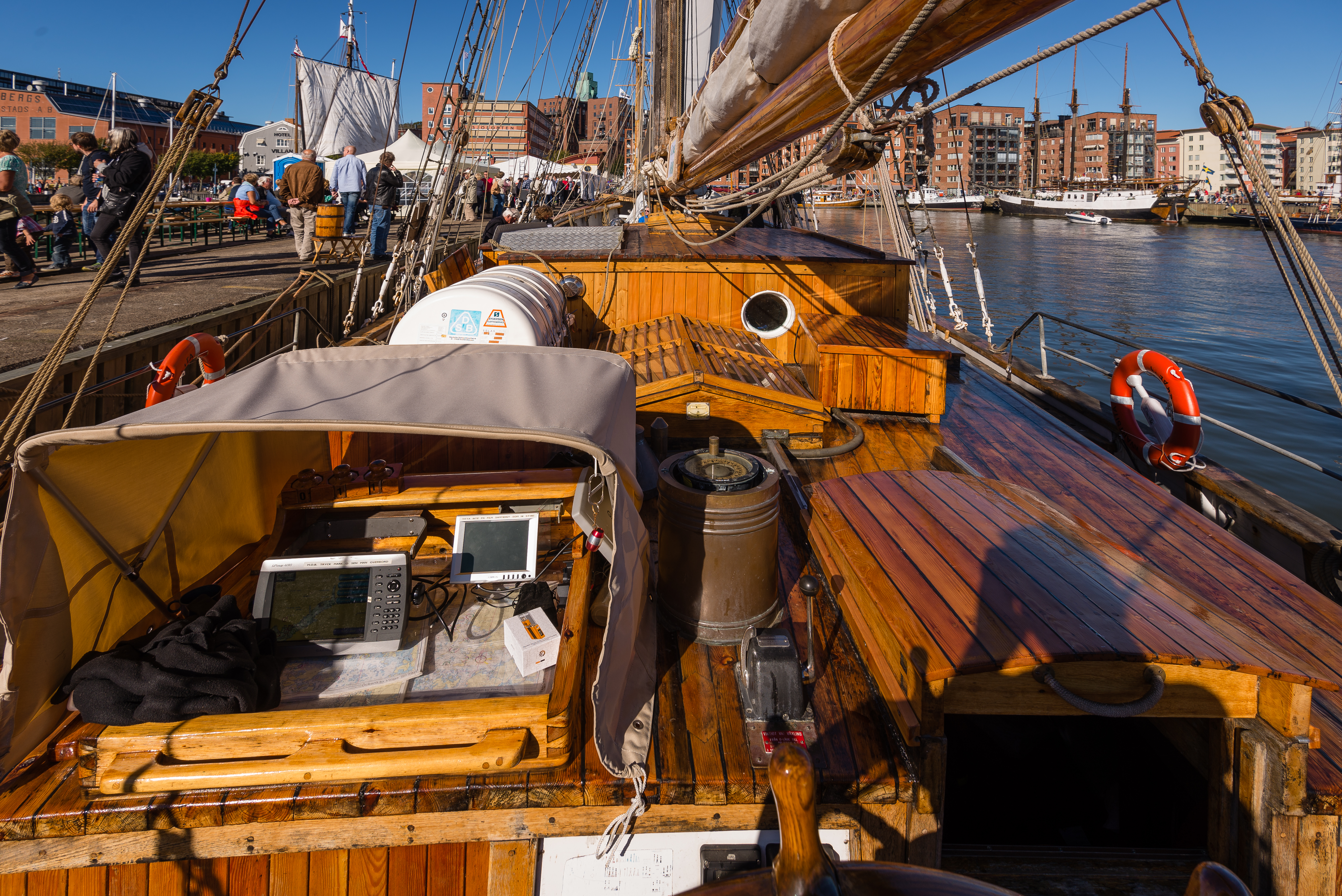
Vy från aktern.